# Grupul de transport aerian strategic (Heavy Airlift Wing/HAW)

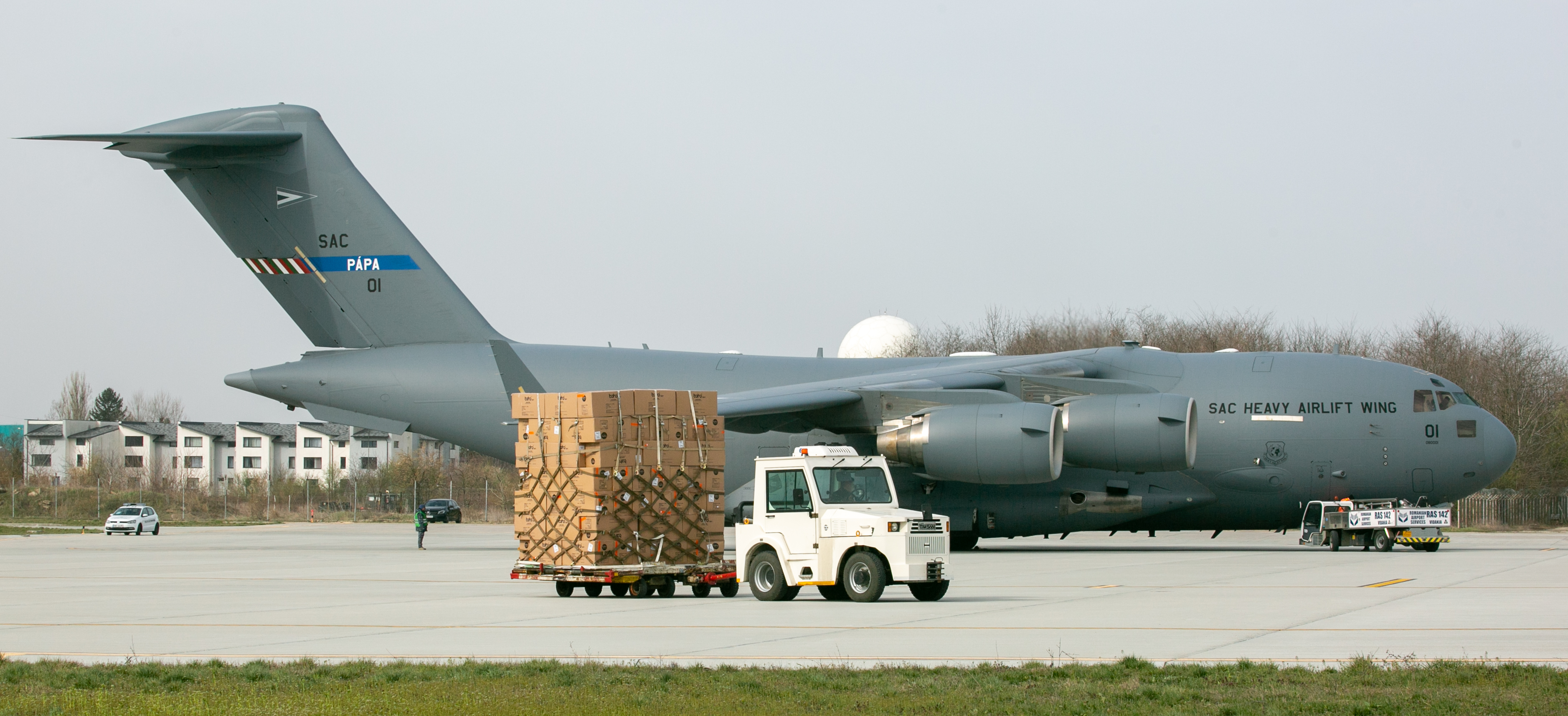
Un C-17 Globemaster III din cadrul Unității Multinaționale de Transport Strategic la Aeroportul Otopeni transporând echipament medical din Coreea de Sud în 2020

Grupul de transport aerian strategic (Heavy Airlift Wing/HAW) este o organizație internațională militară de transport aerian strategic cu sediul la Baza Aeriană Pápa⁠(en)[traduceți], Ungaria. A fost activat oficial la 27 iulie 2009, ca parte a programului Capabilitatea de transport aerian strategic / Strategic Airlift Capability (SAC), care a achiziționat și operează trei aeronave C-17 Globemaster III,  înregistrate în Ungaria. Comandantul HAW este în prezent un   colonel din Forțele Aeriene Regale Norvegiene. HAW este alcătuit din 155 de militari din cele 12 țări participante la programul SAC: Bulgaria, Estonia, Finlanda, Ungaria, Lituania, Olanda, Norvegia, Polonia, România , Slovenia, Suedia și Statele Unite. Țările participante la programul SAC  își detașează personal militar pentru a lucra în cadrul HAW în poziții temporare sau permanente.
Începând cu prima zi de activitate, țările  participante la programul SAC au solicitat  misiuni pentru a-și îndeplini obligațiile de a angaja / disloca / redisloca forțe și echipamente în sprijinul angajamentelor naționale, ONU, UE, NATO, exercițiilor, activitatilor de instruire și ajutor umanitar: ISAF 2009 -2014 și Resolute Support Mission⁠(d), 2015 - în Afganistan, Operațiunea Unified Protector în Libia, 2011, Misiunea ONU în Mali⁠(d), 2013, EUFOR RCA⁠(d), 2014-2015 și Misiunea ONU în Republica Centrafricană⁠(d), 2015. HAW a efectuat, de asemenea, misiuni pentru a oferi sprijin logistic pentru investigarea accidentului din 2014 Malaysia Airlines MH17 în Ucraina. Operațiunile de sprijin umanitar semnificative susținute de HAW au inclus activitățile privind sprijinul populației afectate de cutremurul din Haiti, 2010, inundațiile din Pakistan, 2010 și uraganul de pe insula St. Maarten, 2017. Misiunile au fost executate în condiții de eficiență, siguranță și rentabillitate. Începând cu anul 2009, HAW a demonstrat ce se poate realiza atunci când resursele sunt folosite în comun.
HAW este independent de structurile de  comandă a NATO, a Uniunii Europene sau a Organizației Națiunilor Unite, dar este sub directa supraveghere a Comitetului Director al SAC și este susținut de NATO Airlift  Management Program Office (NAM PO). NAM PO furnizează majoritatea suportului tehnic, logistic și de instruire al flotei SAC C-17 prin programele sale Foreign Military Sale⁠(d) (FMS) cu guvernul SUA.

## Comanda HAW
Pozițiile de conducere ale HAW  sunt asigurate de statele  membre cu cea mai mare participare la  programul SAC:  Statele Unite, Suedia, Olanda și Norvegia.
Colonelul Bjørn Gohn-Hellum din Forțele Aeriene Regale Norvegiene este comandantul HAW.
Colonelul James S. Sparrow din  Forțele Aeriene ale SUA este locțiitorul comandantului HAW.
Consilierul comandantului pentru subofițeri și maiștri militari este CMSgt Jerry S. Glover din Forțele Aeriene ale SUA.

## Grupul de transport aerian strategic HAW
Grupul de transport aerian strategic HAW este format din structura de comandă a HAW, escadrila de comandă și control (C2S), escadrila de transport aerian strategic  (HAS) și escadrila de sprijin logistic (LSS).

Structura de comandă a HAW
Structura  de comandă  a HAW este alcătuită din secretariatul HAW  (HAW Admin si HAW Exec), Ofițerul cu Protocolul, Ofițerul cu Afacerile Publice, Consultantul Juridic și Compartimentul de Asigurare a Calității.
Personalul din secretariatul HAW  se află sub coordonarea ofițerului HAW Exec, activitățile privind asigurarea calității fiind sub coordonarea șefului Compartimentului de  Asigurare a Calității (HAW Quality Manager).

Escadrila de comandă și control (C2S)
Escadrila de comandă și control (C2S) este punctul focal pentru toate interacțiunile din cadrul HAW și între HAW și statele participante la programul SAC în privința cerințelor operaționale de transport aerian.
Rolul escadrilei C2S este de a primi cerințele operaționale pentru transportul aerian de la statele participante la program și de a le transforma în misiuni de transport aerian. Escadrila C2S verifică posibilitatea executării misiunilor solicitate și faptul că sarcina utilă dorită este transportabilă pe calea aerului. 
De asemenea, definește prioritatea misiunii și ajută la stabilirea datei de livrare/execuție.  Escadrila C2S colaborează strâns cu structurile de sprijin a SAC: NAM PO, Baza aeriană Pápa și echipa Boeing din Pápa pentru a se asigura de existența  sprijinului operațional, administrativ și tehnic necesar executării misiunilor de transport aerian.
Personalul escadrilei C2S este împărțit în trei secțiuni: planificare și execuție, aprobări survol și sprijin administrativ. De asemenea, este demn de mentionat caracterul multinațional al acestei structuri având în vedere faptul că șapte dintre cele douăsprezece națiuni SAC (Ungaria, Olanda, Norvegia, Polonia, România, Slovenia și Suedia) asigură personal pentru escadrila C2S.

Escadrila de transport aerian strategic  (HAS)
HAS  este prima și singura escadrilă multinațională de operare a aeronavelor C-17. 
În cadrul structurii HAS se află echipajele de zbor și funcțiile specializate pentru Intel, Tactică, Instruire, Standardizare și evaluare, Programarea zborului și compartimentul de securitate misiuni HAW.
La baza activității HAS stau instrucțiunile și standardele Forțelor Aeriene ale SUA, principalul utilizator al aeronavelor C-17. HAS a adoptat, de asemenea, cele mai bune practici ale escadrilelor C-17 din Forțele Aeriene Regale Canadiene, Forțele Aeriene Regale din Australia și Forțele Aeriene Regale din Marea Britanie.
Structura, instrucțiunile și procedurile escadrilei HAS sunt concepute să funcționeze în sprijinul conceptiei strategice a statelor participante la programul SAC,  inclusiv asigurarea transportului aerian strategic pentru sprijin umanitar ori de câte ori și oriunde ar  fi solicitat.
Echipajele HAS  au experiență de zbor pe  avioane de transport, avioane de luptă și elicoptere în forțele aeriene naționale. În afară de personalul american, personalul din celelalte state participante la program  nu are pregătire de a opera aeronavele C-17 înainte de a se alătura echipei HAW. După ce a fost efectuată trecerea pe aeronavele  C-17 atât în Statele Unite, cât și în Pápa, echipajele HAS au capacitatea de a atinge un nivel înalt de calificare în utilizarea diverselor capabilități ale aeronavei C-17. În prezent, HAS este singura structura  FMS C-17 care este pregătită și capabilă să realizeze întregul spectru de capabilități al aeronavei C-17. Minimum 50%  din comandanții de aeronavă din cadrul HAS pot efectua misiuni de realimentare în zbor. De asemenea, două echipaje  sunt instruite și capabile să execute misiuni de parașutare de echipament sau personal.\

Escadrila de sprijin logistic (LSS)
LSS asigură coordonarea și integrarea sprijinului logistic al HAW. Se compune din secția de mentenanță aeronave, autovehicule și autospeciale de aerodrom, secția  de aprovizionare/depozitare, secția de coordonarea mișcării și secția de operare și mentenanță echipamente de zbor /salvare.
Mecanicii de bord Flying Crew Chiefs (FCC), specialiști în mentenanța  aeronavelor, asigură mentenanța aeronavelor  C-17  în locațiile din afara  Bazei Aeriene Papa, Ungaria.  Biroul de mentenanță autovehicule și autospeciale de aerodrom asigură un nivel de operativitate ridicat. Secția de  aprovizionare/depozitare  cooperează cu compania Boeing pentru a asigura piesele de schimb  și mijloacele de aerodrom pentru activitățile de   mentenanță a aeronavelor C-17, atât in Papa, cât și în locațiile din itinerarul de zbor. Secția de operare și mentenanță echipamente de zbor / salvare asigură menținerea disponibilității echipamentului de zbor pentru siguranța echipajelor.
Secția de coordonarea mișcării asigură încărcarea și descărcarea în siguranță a încărcăturii și pasagerilor  la Baza Aeriana Papa, Ungaria și expertiza referitoare la respectarea reglementărilor  privind  transportul materialele periculoase la toate aeroporturile de operare a aeronavelor SAC C-17.

## Legături externe
- Strategic Airlift Capability
- NATO Airlift Management Programme